# Alojzy Jankowski
Alojzy Jankowski (ur. 14 czerwca 1891 w Kamin, Kr. Strasburg – zm. 5 czerwca 1941 w Mauthausen-Gusen) – polski nauczyciel, działacz społeczny.
W 1912 ukończył Seminarium Nauczycielskie w Toruniu i podjął pracę jako nauczyciel. Od 1923 aż do wybuchu wojny pracował jako nauczyciel w Nowej Wsi (Ruda Śląska).
Był członkiem chóru „Słowiczek”, a pomiędzy 27.11.1927r. - 18.05.1928r. – jego prezesem. Działał również w innych organizacjach o polskim charakterze.
Po wybuchu wojny, w maju 1940 został aresztowany przez gestapo w ramach Intelligenzaktion Schlesien i zginął w obozie koncentracyjnym Mauthausen-Gusen.
Pamięć Alojzego Jankowskiego została uczczona tablicą na obelisku znajdującym się w narożniku ulic Katowickiej i Juliana Tuwima w Rudzie Śląskiej-Wirku oraz nazwaniem jego imieniem jednej z ulic w Rudzie Śląskiej-Wirku.

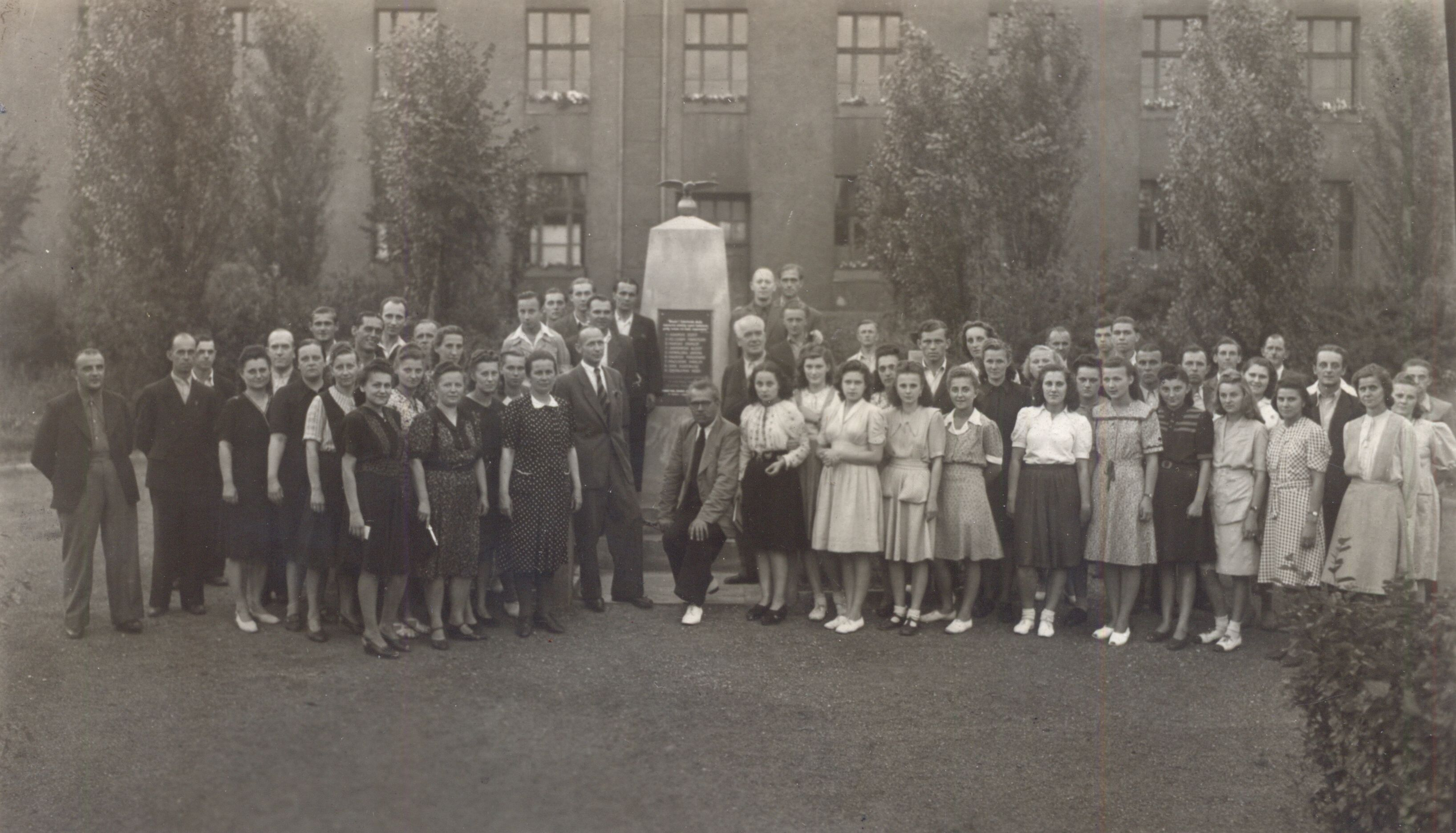
Chórzyści ze Słowiczka przy obelisku na tle nieistniejącej szkoły w ówczesnej gminie Wirek.

Film przedstawiający obelisk ku czci pomordowanych nauczycieli w serwisie YouTube